# جراحی دهان و فک و صورت (کتاب)
جراحی دهان و فک و صورت کتابی با ترجمهٔ مسعود یغمایی، سید امیر سعید یاوری، سعیده یغمایی، احسان حمزه لوئی است که در سال ۱۳۸۲ منتشر و در مراسم کتاب سال جمهوری اسلامی ایران به‌عنوان کتاب برگزیده معرفی شد.